# 1204

## Esdeveniments
- Pere el Catòlic es casa amb Maria de Montpeller, l'única hereva de Guillem VIII de Montpeller, obtinint els drets sobre aquesta ciutat i consolidant així l'aliança dels comtes de Tolosa amb el Casal de Barcelona, que veia en l'anunciada Croada albigesa, per les seves posicions al Llenguadoc.[1]
- Els croats conquesten la capital romana d'Orient Constantinoble, es reparteix l'antic imperi.[2]
- Fundació d'Amsterdam.
- Felip II de França conquereix Angers i Normandia.[3][4]

## Naixements
- Portell (Sant Ramon): Sant Ramon Nonat, patró de les embarassades.[5]

- Sevilla: Abu-l-Baqà ar-Rundí, poeta andalusí.[6]

## Necrològiques
- 1 d'abril - Poitiers (França): Elionor d'Aquitània, duquessa d'Aquitània i reina consort de França i Anglaterra (n. 1122).[7]
- 14 d'agost - Japó: Minamoto no Yoriie, setè shogun.[8]
- 13 de desembre - Egipte: Maimònides, filòsof jueu.[9]